# Cole Turner
Cole Turner je jedna z hlavních postav amerického dramatického televizního seriálu Čarodějky, jehož autorkou je Constance M. Burge a který byl premiérově vysílán v letech 1998–2006 na stanici The WB.
Cole Turner vystupuje jako velmi mocný démon seslaný Triádou na zabití sester. Jako démon se nazývá Balthazar.
Objevuje se na začátku 3. série v 1. dílu Po líbánkách. Prue a Phoebe byli svědky vraždy a Cole nastupuje na věc. Padne si do oka s Phoebe a je celkem překvapený. Za vraždou stojí kdosi jako Strážce nacpaný démonem Williamem Hammiltonem, který se vydává za soudce a pouští na svobodu zločince. Sestry se ho chystají zničit, ale místo toho ho zničí Cole. Triáda ho k sobě volá v jednom kuse a ptá se ho na výsledky. Radí mu, že když zná slabosti a sny sester, tak by mohl uspět tam, kde ostatní neuspěli. On ale přesto, bez toho aby chtěl, miluje Phoebe a je z toho nešťastný, protože ji musí zabít. Nakonec to ale neudělá a celá situace se ještě zhorší. Posílá na sestry různé démony – Troxu, který napadl Prue, ale nakonec podlehl a prozradil sestrám informace. Troxa byl spíš nastrčený z části Triádou, proto nechtěl Balthazar, aby mu pomáhal. Další démon byl Vinceres, obdařený empatií, kterou převzala Prue a začala se hroutit. Nakonec mu ani tento plán nevyjde a Prue démona poráží. Zkusí tedy ještě jednoho démona – Andrase, démona hněvu a nechá sestry nakazit. Phoebe je zrovna s Colem na rande, proto se doma pohádají. Piper pořádá malou prohlídku, ale návštěvníci jsou protivní a v jednom kuse se hádají. Piper je nakažená a tak ji dojde trpělivost (možná by jí došla i tak). Prue přijde domů a všechno začne. Nejdřív se pohádají dvě sestry bez Phoebe. Ale to teď nemá nic společného s Colem. Důležité bylo, že on si užíval, když poslal přítelkyni domů. Spolu s Andresem je odposlouchávali. Později si však Cole uvědomil, že je to přehnané, i když na to čekal celé dva měsíce. Chvíli je klid až do doby, kdy se Cole zraní a sestry později přijdou na to, že to on je celou tu dobu napadával, posílal na ně démony, svrhal na ně kletby apod. a že to on je mocný Balthazar, který zabil Triádu (viz níže). Phoebe má tedy za úkol ho zabít, ale ví, že ho miluje a nakonec celou smrt jen nahrají tak, aby si sestry mysleli, že je mrtvý a že už se nikdy nevrátí. Cole se mezitím schovával v mauzoleu a vždycky vyčkával, až Phoebe přijde. Ale tajemství netrvá dlouho. Phoebe nakonec Leovi a později i sestrám pravdu a Prue je na ní i na Cola naštvaná. On se tedy vrací zpět v díle 3×14, kdy je Phoebe zraněná a společně s Prue se vydávají na divoký západ najít a uzdravit člověka jménem Bo, který je s Phoebe propojený a tak cítí to co cítí ona. Trochu se tam spolu sblíží ale Cole je pořád démon, což Prue také ví a taky mu to dokáže. O díl později se chystá svatba Lea a Piper a Cole na ní dorazí a dokonce nese Piper dárek. Svatba je ale zničena Pruiným přítelem. Později se Turner zaplétá znovu s Bratrstvem, gangem podřízeném Zdroji, kde je Cole taky členem a všechny tam zná. Oni mu nevěří a proto ho pověřují různými úkoly, které jsou většinou spojeny s vraždou.
Neozve se dlouhou dobu, až do chvíle, kdy je pověřen sebrat amulet čarodějce Leeze, kterou později zabije Raynor, vůdce bratrstva. Sestry mu ale důvěřují a proto mu chtějí pomoct. Cole ale nechce, protože je to moc nebezpečné. Další čarodějka se jmenuje Jana a Ryanor nakonec donutí Cola zabít ji (kouzlem nedobrovolně). Sestry ho pak obviňují a Phoebe říká, že ho už nechce nikdy vidět. Když je z ní Banshee, ječící démon tak ji Cole vyléčí ale nic se na jejich situaci nezmění.
V posledním díle 3. série se Phoebe vydává za Colem do podsvětí, aby si ho přivedla zpět domů, protože si uvědomila, že se on může změnit, pokud má někoho milujícího. Cole však nechce jít, protože jí nechce ublížit a s ním by byla pod nátlakem démonů. Zdroj tedy navrhuje nechat si čarodějku v podsvětí, jelikož jedna její sestra má zemřít. Čarodějky jsou odhaleny a starší přijdou na nápad, kontaktovat Tempuse. Po vrácení času a smrti Prue utíkají Cole a Phoebe na zem, ale zdroj je odhodlaný najít Balthazara a zabít zbývající dvě sestry.
Na začátku 4. série se vrací na Pruin pohřeb a pomáhá sestrám porazit Shaxe a vyřešit celý ten chaos ohledně Paige, nové sestry. Když je celá situace vyřešena, tak se zabydluje u sester doma a pomáhá jim trénovat v boji se Zdrojem a jeho démony. Pořád ho ale pronásledují lovci a snaží se ho zabít. V díle 4×07 je Piper unesena Zdrojem všeho zla. Ten má s ní plány. Chce se dostat do její mysli namluvit jí, že není čarodějka a později aby vyřkla kouzlo na zbavení moci čarodějek. Tento plán jemu a jeho společnici Oracle nevyjde. Cole Oracle zničí, protože se pro zdroj obětovala nenechala ho zabít. Zdroj tedy uniká, ale ne nadlouho. V pozdějších dílech se stává Cole Turner obyčejným člověkem. Mezitím požádá Phoebe o ruku a doufá, že to přijme. Ona to přijme a chystá se svatba. 4×13 – Zdroj vychází opět na svět za pomocí nové věštkyně jménem Seera. Ta se moc dobře zná s Colem a ví, jak se získává moc. Zdroj se rozhodne vypustit propast a vzít sestrám jejich moc. Seera ho varuje, ale marně. V závěrečné boji mezi čarodějkami a zdrojem převezme Cole na popud věštkyně propast do sebe a pomáhá zdroj přemoci. Zdroj je zničen a propast navrácená zpátky. Seera je spokojená a chystá svůj plán na nového zdroje. Když se chystá velká oslava, tak není Cole moc v dobré náladě. Je to tím, že do něho vstoupila moc Zdroje a rozšiřuje se, i přes jeho potlačování. Věštkyně ho zavolá k sobě dolů a všechno mu vysvětluje. Cole jí proklíná, protože chce zůstat navždy s Phoebe a nechce být znova démon a už vůbec nechce být Zdrojem všeho zla. Musí to před Phoebe a sestrami všechno tajit. Chvíli všechno potlačuje, ale později tomu podlehne. Phoebe si není jistá, jestli si má Cola vzít. Proto vyvolá své minulé a budoucí já aby jí poradily. Původně plánovala vyvolat jen budoucí Phoebe, ale kouzlo jí nevyšlo jak mělo. To si jen myslela, protože brzo se jí to hodilo. Stará Phoebe Halliwellová dala Coleovi facku a řekla, že ho nenávidí. Malou Phoebe chce zabít démon Kurzon, protože bez ní by moc tří neexistovala. Jenomže s ní je Cole a bojuje s Kurzonem. Ten se nestačí divit, jakou má sílu na smrtelníka, ale brzo pozná, že je to zdroj.Později se vydá zničit jen jeho, jenomže opět není sám. Tentokrát je s ním stará Phoebe a Kurzon jí zabije. Poslední její slova budou, že Cola vždycky milovala a že se pro něho ráda obětovala, i když věděla, co je zač. Pojeho zničení Kurzona se Paige naučí schopnost přenosu neboli orbingu. Phoebe se rozhodne vzít si Cola za manžela. Chystá se tedy svatba. Na její přípravě si dá Piper záležet a Cole všechno kazí, aniž by někdo věděl, že to dělá on. Pošle na sestry démona Lazaruse, kterého se nemohou zbavit, jelikož vždycky vstane z mrtvých, pokud není zakopán na hřbitově. To se sestrám mnohokrát povedlo, jenomže Cole ho pokaždé vzkřísí. Taky začaruje Phoebe kouzlem pleti, aby měla celý obličej od pupínků. V noci všechny tři uspí kouzelným práškem, takže všichni vstanou pozdě a nestíhají přípravy. Paige se snaží sestře pomoct, jenomže všechna její léčivá kouzla Cole obrátí a nakonec zůstane Phoebe neviditelná a má pokaženou svatbu. Nakonec tuto kletbu na sebe převezme Paige s svatba se konečně koná. Jenomže démoni zase zaútočí.
Paige je zraněná. Coleův cíl nebyl zkazit svatbu, jen se chtěl ženit na zlém místě, aby byl zlý jejich potomek. Chtěl se ženit v mauzoleu. Ohledně démona Lazaruse všechno svede na Seeru a nakonec se jejich svatba koná na Turnerově vysněném místě.O pár týdnů později, když už se zdá vše normální, Paige má divné podezření ohledně Cola a jeho nové práce. Cole v podobě Lea (vzal na sebe jeho podobu) jí řekne, že nikdo nechce být páté kolo u vozu. Paige je ale přesvědčená tím co viděla a tak vše poví sestrám. Phoebe je na ní naštvaná, že nemá právo na to, odsuzovat jejího manžela. Když jsou sami doma, Cole provokuje Paige a dokonce jí nechá nakazit Brokerem síly. Udělal to, protože věděl, že by jí nikdo nic nevěřil, kdyby byla pod touto kletbou. Nakonec jí toho zbaví a situace se rozšiřuje...Chce se odstěhovat. Neustále vyhazuje proud a snaží se manželce co nejvíce zprotivit bydlení u sester. Když jí ukáže krásný byt s výtahem, chvíli se rozmýšlí. Uvědomila si, že by se nic nestalo, stejně se k nim teď může Paige kdykoli přenést a měla by všechno blíž. Nakonec tedy souhlasí. Coleova moc je čím dál tím větší a vytváří frakci všech démonů. Nechce odpustit královně upírů její zradu, ta se však proti němu obrátí a vyjednává s mocí tří. Ta se vrhne do boje s ní i s jejími upíry. Nakonec je královna zničena samotným Colem. Phoebe navíc zjišťuje, že je těhotná. Cole je nadšený, že bude táta, avšak jeho démonští poradci si myslí, že to přehání. Mají v plánu korunovaci a chtějí Phoebe na stranu zla a udělat z ní královnu. Tak se taky stane. Ona se ale začne znovu stýkat se svými sestrami a to se podsvětí nelíbí. Brzo se proti králi a královně obrátí. Sestry Cola zničí, to ovšem zničí i Phoebe, ale jen psychicky. Cole mezitím přebývá v pustině, odkud se nikdo nedostane živý, ovšem s výjimkou jeho a sester. Phoebe vyslyší jeho volání a vydá se za ním pomocí astrální projekce.
On je sice šťastný, že za ním přišla, ale v tomto světě ho stíhá zlý tvor, který bere démonům jejich moc. Cole je jediný démon s duší, proto tu zůstal. Později přijde na to, že i on může sebrat moc démonům, než ji vysaje ten tvor. Postupně tedy získává sílu a nakonec zabije tohoto obávaného červa. Zachrání Phoebe před kulkou a místo ní zemře Agent Jackman – lovec čarodějek.
Na začátku 5. série Cole vychází na svět, zrovna když se s ním chce Phoebe rozvést. Namluví všem, že zmizel ze světa atd., dokonce má s sebou i Darryla který soudci vše potvrdí. Nakonec se ale Turner ukáže a Darryl je za blbce a Phoebe naštvaná, že by vraždila. Sestry zrovna ohrožuje vodní démonka Mořibaba a jelikož je Piper těhotná, tak není v pořádku a nezvládá to. Z Coleovy lásky se stává mořská panna a Paige si myslí, že se kvůli němu trápí a nechce to přiznat. Zůstane dlouho v moři a její rodina je zoufalá, neví jak jí z toho dostat. A právě v tuto chvíli Paige dostane tenhle úžasný nápad – že ho pořád miluje. Řekne Coleovi, co si myslí plus aby jí uvěřil na něho použije kouzlo na cítění Phoebiných citů. Je to opravdu pravda. Po porážce všech démonů se opět rozhodne zůstat ve vodě ale její ještě pořád manžel si ví rady. Přivolá jí k sobě a poví jí, že to nemá všechno zadržovat. Ona mu řekne, že ho miluje a vždycky bude, ale mezi nimi je prostě konec. Další jeho pokus o získání Phoebe zpět v díle 5x03 – V jednom domě vypukne požár, který má na svědomí Siréna. Cole jí zachrání a vidí ho celá televize. Aby toho nebylo málo, čarodějky se dozví, že je to budoucí světlonoška a že jí bude chtít Siréna po nevydařeném pokusu znovu zabít. (Boje mezi sestramy a démony sem nepatří) Coleovi nechce nikdo pomoct a tak na ní vyráží sám. Démonka ho však svede a jeho žena přijde taky. Chce jí tedy zabít, ale Cole jí zastaví a chce Phoebe uškrtit. Je ale pod Siréniným kouzlem a neví co dělá. Když jí Leo zničí, Piper odhodí Cola a vyléčí svou sestru. Cole se všem omluví, nechtěl udělat to co udělal. Hodlá se držet chvíli od sester, ale je jím posedlý démon strachu Barbas. Neustále mu namlouvá, že nemůže být dobrý a že je skutečný zabiják. To ho naprosto dožene k šílenství. Málem uškrtí svou sekretářku a tak chce pomoc od těhotné Piper. Ta ani její sestry mu však nevěří, nejspíš je to jen další způsob jak se vetřít zpátky do rodiny. Někdo po něm ale opravdu jde a potřebuje pomoc. Když se mu snaží pomoct Paige, jde k němu domů ale málem ji uškrtí. Vyřkne kouzlo (Paige) a tím osvobodí Barbase z očistce, kde se svým přítelem provádí astrální projekce, aby se dostal lidem hlouběji do mysli. Vřele Paige poděkuje a vezme Coleovy jeho schopnosti, takže se stává obyčejným člověkem. To se Phoebe a ani Leovi nelíbí, ale ostatní dvě sestry jsou přesvědčeny, že je teď dobrý. A taky že je. Bohužel ne na dlouho, protože se démon strachu stává čím dál víc mocnější, proto ho Paige zlikviduje a démonické schopnosti se opět vrací k pravému majiteli (tak trochu). Další problém nastane v epizodě 5x08, kdy Cole z budoucnosti pošle zpět v čase čaroděje Baccaru, aby zachránil Phoebe před smrtí. Brzy ale čaroděj zabije dvě ze tří sester, do čehož Cole nezasahuje, byť o tom ani neví. Nakonec se nejstarší sestra vrací v čase a svoje sestry zachraňuje. Cole se stává nesmrtelným a dostane od Avatarů, velmi mocných neutrálních bytostí nabídku, aby se stal jedním z nich. Cole je však odmítne, chce pracovat sám a takhle by byl zužovaný. V epizodě 5x10 se spolčí s egyptským démonem Jericem a jeho ženou Isis a společně unesou Phoebe a později i Paige. Piper je z toho vystresovaná a přivolá Cola k sobě a začnou spolu bojovat. Jelikož jsou oba neporazitelní tak to neskončí jinak než remízou. Cole Piper řekne, že si bude muset vybrat mezi sestrami a zmizí. Mezitím stále zdokonaluje svůj plán na získání zpět a pro něj i pro Isis to vypadá nadějně. Piper je ale rozhodnutá Isis zničit, což se jí také podaří a ani pro Jerica to nevypadá pěkně. Cole samozřejmě zvyklý s mocí tří manipulovat a obchodovat pronese své hlášky a každodenní vtípky a opět zmizí. O několik měsíců později se se svou snaží získat moc Nexu, s kterou by definitivně zničil moc tří...